# 셀리드
셀리드(CELLID) 주식회사는 대한민국의 바이오 기업이다. 대표이사는 강창율이다.

## 역사
2006년 12월 11일 설립되었다. 2019년 2월 기술 특례로 코스닥 시장에 상장되었다. 상장한 지 5년째에 매출 0원이였으며 2024년 운영자금 등 180억원을 조달하고자 주당 2,335원에 주주배정후 실권주 일반공모 유상증자를 할 예정이다. 2024년 회사의 독자 아데노바이러스 벡터 플랫폼 기술에 대한 미국과 러시아 특허 등록이 결정됐다 2025년 241억 5,000만원 규모 주주배정 후 실권주 일반공모 유상증자를 계획중이다.

## 베이커리 인수
상장 후 5년 후에 연간 매출액이 30억원 미만일 경우 관리종목에 지정되기 때문에 최근 매출 확보를 위해 2024년 베이커리 업체인 포베이커를 5억원에 인수하였다

## 참고문헌
1. ↑  2019년 IR자료-셀리드
2. ↑  셀리드, 두경부암 면역치료백신 임상1/2a상 시험 IND 승인, 메디컬투데이	2024년 11월
3. ↑  최광석, 셀리드 유증, 대표 지분 희석·M&A 노출 '후유증', 2023년 10월 27일
4. ↑  엄주연, 셀리드, 결손금 쌓였는데 '분기 상여금' 웬말?, 딜사이트, 2024년 3월 19일
5. ↑  엄주연, '매출 0원' 셀리드, 핵심 파이프라인 어디로, 딜사이트, 2024.03.15
6. ↑  셀리드, 180억원 주주배정 유상증자 결정, 연합뉴스, 2024년 5월 24일
7. ↑  조은수, 셀리드 주가, 상한가 기록... 웃음꽃 활짝, 금강일보, 2024년 7월 26일
8. ↑  주주 울리는 유상증자 계속 … 셀리드, 반년만에 또 주주에 손벌려 매일경제 2025-03-20
9. ↑  현정인, 베이커리까지 산 매출없는 셀리드, 코로나 백신 솔루션 제시했지만, 히트뉴스, 2024년 6월 13일
10. ↑  최창원, 바이오 기업이 빵집까지?...‘관리종목 지정’ 피하려 사활, 매일경제, 2024년 6월 16일